# Symbolizm

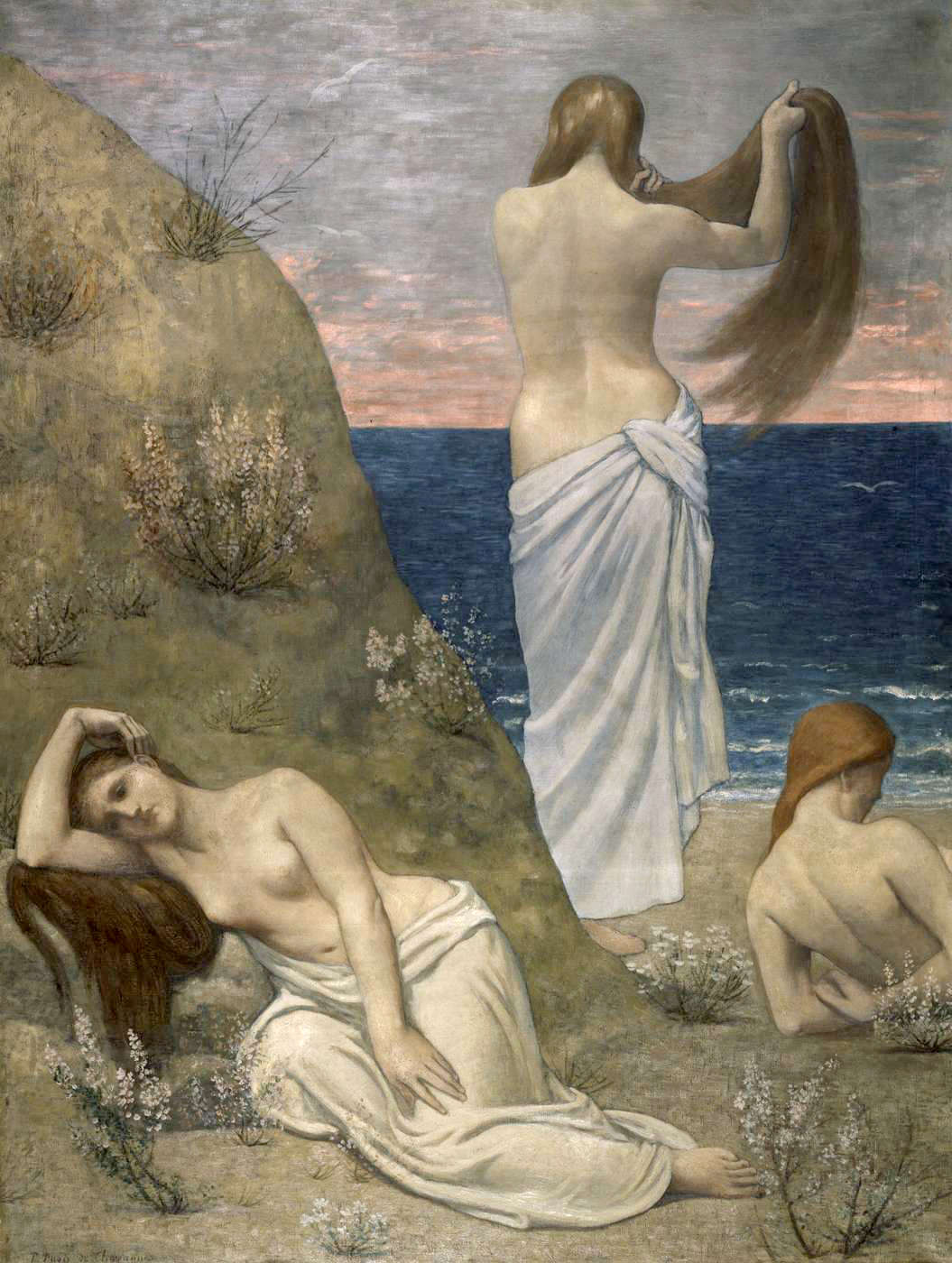
Puvis de Chavannes, Jeunes Filles au Bord de la Mer (1879; Musée d’Orsay, Paryż)

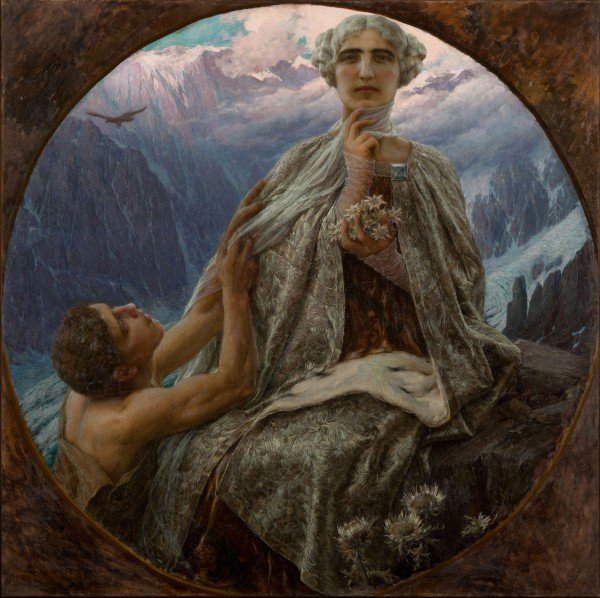
„La Vetta”, 1912, symboliczne dzieło włoskiego malarza Cesare Saccaggi

Symbolizm (gr. sýmbolon, tłum. znak umowny) – kierunek w poezji i sztukach plastycznych, powstały we Francji i Belgii w drugiej połowie XIX wieku, zakładał, że świat poznawany zmysłami (materialny) jest złudą skrywającą prawdziwy, idealny świat, którego zmysłami i rozumem nie można zinterpretować. Pojęć ze świata prawdziwego nie da się opisać za pomocą zwykłego języka, może to zrobić tylko symbol.
W poezji symboliści dążyli do wywołania nastroju nie poprzez efekty malarskie, jak parnasiści, ale poprzez rytm i melodykę wiersza.

## Historia
Za prekursora symbolizmu uznawany jest rosyjski poeta Jewgienij Baratynski.
Po raz pierwszy nazwa symbolizm pojawiła się w 1886 r. w tytule manifestu programowego młodych poetów francuskich. Jesienią 1886 na łamach paryskiego dziennika „Le Figaro”, Jean Moréas ogłosił pierwszy manifest symbolizmu (Le Symbolisme), uznając go za przezwyciężenie pozostałości romantyzmu i dążeń parnasizmu. Dalsze elementy programu zostały zawarte w tekstach Verlaine'a, Mallarmégo, a także czterech numerach pisma "Le Symboliste", założonego w 1886 przez poetę Gustava Kahna. Nazwa bardzo szybko rozpowszechniła się w całej Europie: z Francji, Belgii, Niemiec, Skandynawii dotarła do Polski. Symbolizm przeciwstawiał się realizmowi, nie odsłaniał uczuć ani nie przekazywał idei. Symboliści opowiadali się za kunsztowną i swobodną (w odróżnieniu od parnasistów) formą wiersza. 
Gorącym zwolennikiem symbolizmu w Polsce był Zenon Przesmycki („Miriam”).

Po raz pierwszy w historii kultury nowy prąd miał korzenie muzyczne. W powstaniu symbolizmu wielką rolę odegrała wizja „totalnego” dzieła sztuki sformułowana w pismach i wyrażona w dramatach muzycznych Richarda Wagnera. Pod wrażeniem wagnerowskich idei, Charles Baudelaire uznał muzykę za wzór dla poezji wyrażającej najbardziej osobiste i nieuchwytne przeżycia oraz wrażenia. „Takiego znaczenia nabrała dla symbolistów muzyka, bo to właśnie ona – skuteczniej niż słowo, a nawet obraz (wtedy jeszcze realistyczny) – pobudzała uczucia i wyzwalała intuicję”. Programowym postulatem symbolistów stała się „korespondencja sztuk”, a kult „muzyczności” sprawił, że poeci coraz więcej uwagi poświęcali brzmieniu dobieranych słów, rezygnowali z regularnej budowy strof oraz wersyfikacji.
Nade wszystko muzyki! Dla niej

Przenoś wiersz nieparzysty nad inne
Paul Verlaine, manifest Sztuka poetycka

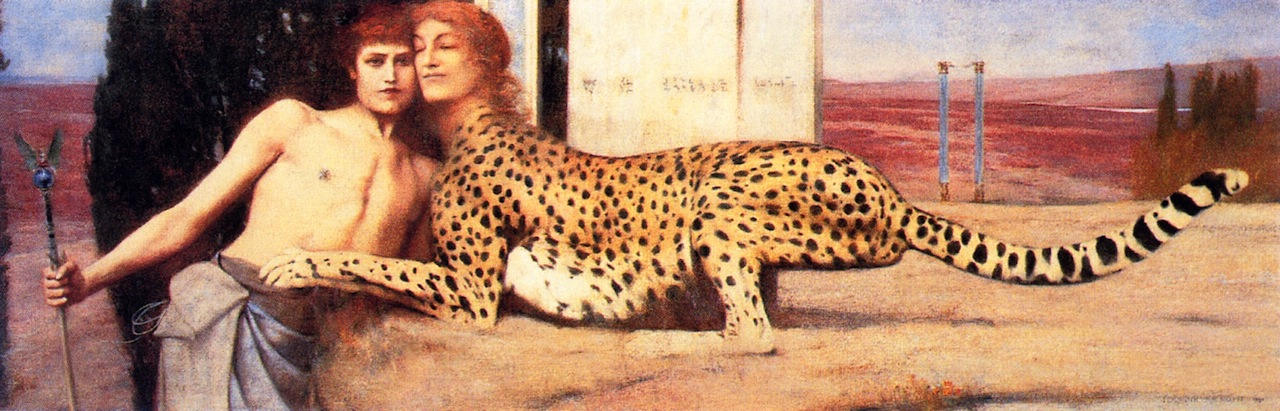
Khnopff, Sztuka lub Pieszczoty (1896)

Symboliści, na przekór naturalizmowi, dążyli do wyrażania ogólnoludzkich problemów psychologicznych oraz treści metafizycznych, które można poznawać jedynie przez intuicję, emocje, podświadomość. Chcieli docierać w rejony niedostępne poznaniu racjonalnemu, poza byt realny, do rzeczywistości transcendentalnej. Ich podstawowym środkiem ekspresji stał się symbol, skrót, bowiem pojmowali sztukę jako swoisty język abstrakcyjnych znaków syntetycznych komunikujących o przeżyciach i emocjach artysty.
Symbolizm najsilniej zarysował się w literaturze: francuskiej (Arthur Rimbaud, Paul Verlaine, Stéphane Mallarmé, Charles Baudelaire), rosyjskiej (Aleksandr Błok, Andriej Bieły), belgijskiej (Maurice Maeterlinck), a także w polskiej (Bolesław Leśmian, Leopold Staff, Stanisław Wyspiański). Rozwijał się także w plastyce: francuskiej (Gustave Moreau, Pierre Puvis de Chavannes, Odilon Redon, nabiści), rosyjskiej (Michaił Wrubel), norweskiej (Gustav Vigeland), austriackiej (Gustav Klimt), polskiej (Józef Mehoffer, Jacek Malczewski, Stanisław Wyspiański, Witold Wojtkiewicz, Władysław Podkowiński, Wlastimil Hofman) a także w wielu innych europejskich państwach.
Malarstwo symbolistyczne wywodzi się od twórczości Gustave’a Moreau, Arnolda Böcklina i prerafaelitów. 
Symboliści rozpatrują obraz niezależnie od rzeczywistości, jest dla nich samodzielny, nie musi się odnosić do niczego poza subiektywnością jego twórcy. Kolor i forma były rozumiane jako wizualne ekwiwalenty myśli i wrażeń, choć nie zostały skrystalizowane w żaden formalnie jednolity styl, jak np. niemiecki ekspresjonizm. Symboliści przeciwstawiali się dziewiętnastowiecznemu zapatrzeniu w naukę, mechanizacji i wzrastającemu materializmowi społeczeństw.